# Dirkou
Dirkou ist eine Landgemeinde im Departement Bilma in Niger.

## Geographie
Dirkou liegt im Nordosten des Landes im Kaouar-Tal in der Wüste Ténéré. Die Landgemeinde grenzt im Osten an den Nachbarstaat Tschad. Die Nachbargemeinden in Niger sind Djado im Norden, Bilma im Süden und Fachi im Westen.
Bei den Siedlungen im Gemeindegebiet handelt es sich um sieben Dörfer und drei Weiler. Neben dem Hauptort Dirkou, einer Oase, gibt es die Dörfer Achinouma, Anney, Argui, Bezza, Chimaindour und Emitchouma. Die Weiler heißen Latey, Tchouwoye und Youssomi. Durch den Hauptort verläuft der 19. nördliche Breitengrad.

## Geschichte

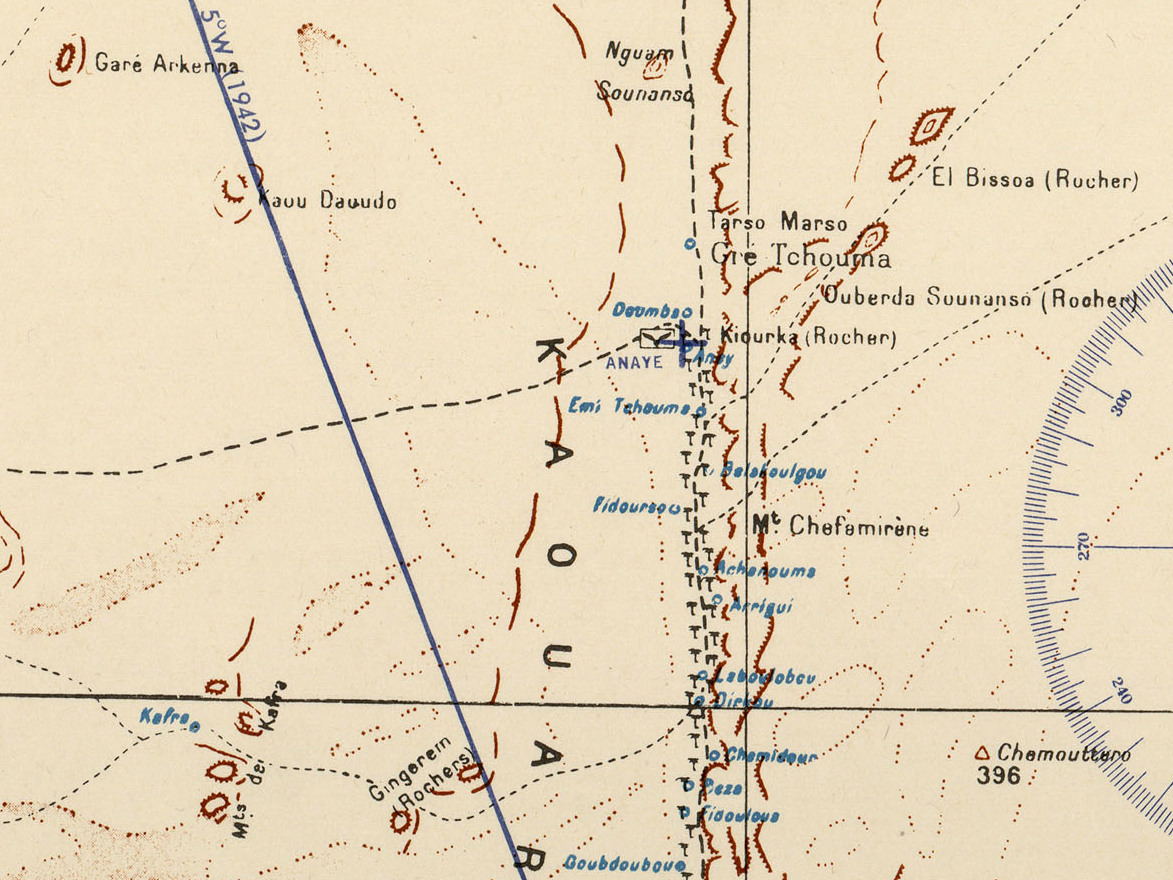
Dirkou auf einer Karte der U.S. Army (1942)

Dirkou wurde vermutlich im 11. Jahrhundert gegründet. Die Siedlung entwickelte sich zu einem für den Sklavenhandel bedeutenden Handelsplatz. Die britischen Afrikaforscher Hugh Clapperton, Dixon Denham und Walter Oudney besuchten Dirkou im Jahr 1823. Der deutsche Afrikaforscher Heinrich Barth hielt sich hier im Jahr 1855 auf. Ab den 1890er Jahren verfügte Dirkou über einen eigenen Qādī aus der Volksgruppe der Tubu. Das Amt hatte Maï Adam, der Sultan von Kaouar, für seinen Schwiegersohn eingerichtet. Das Verbot des Sklavenhandels unter französischer Herrschaft zu Beginn des 20. Jahrhunderts und ständige Überfälle durch Tuareg schränkten die Entwicklung von Dirkou als Handelszentrum ein. Die Rallye Dakar führte von 1983 bis 1992 (mit Ausnahme von 1988) alljährlich durch Dirkou. Unter anderem der Hauptort lag in der Totalitätszone der Sonnenfinsternis vom 29. März 2006.

## Bevölkerung
Bei der Volkszählung 2012 hatte die Landgemeinde 10.435 Einwohner, die in 2.164 Haushalten lebten. Bei der Volkszählung 2001 betrug die Einwohnerzahl 9.437 in 2.041 Haushalten.
Im Hauptort lebten bei der Volkszählung 2012 7.204 Einwohner in 1.485 Haushalten, bei der Volkszählung 2001 4.485 in 971 Haushalten und bei der Volkszählung 1988 1.650 in 408 Haushalten.
In der Gemeinde ist die Tubu-Sprache Tedaga verbreitet, direkt nördlich von Bilma außerdem Libysch-Arabisch.

## Politik
Der Gemeinderat (conseil municipal) hat 11 Mitglieder. Mit den Kommunalwahlen 2020 sind die Sitze im Gemeinderat wie folgt verteilt: 5 PNDS-Tarayya, 2 ADN-Fusaha, 2 MPR-Jamhuriya, 1 MODEN-FA Lumana Africa und 1 MNSD-Nassara.
Jeweils ein traditioneller Ortsvorsteher (chef traditionnel) steht an der Spitze der sieben Dörfer in der Gemeinde.

## Kultur und Sehenswürdigkeiten
Im Hauptort sowie in den Dörfern Achinouma und Chimaindour stehen alte Forts. Das Fort im Hauptort weist eine 80 Zentimeter dicke Mauer auf. Um Belagerungen zu überstehen, ist es mit Wachposten, Wohnräumen, Brunnen und Nahrungsmittellagern versehen. Der „Platz des Thrones“ ist eine Ruinenstätte, an der jeder neue traditionelle Ortsvorsteher von Dirkou rituell gewaschen wird und damit als in sein Amt eingesetzt gilt. Anschließend wird er auf seinem Thron vom Platz in sein Wohnhaus getragen.
Im 1978 erschienenen Roman Atemlos des britischen Schriftstellers Desmond Bagley spielt eine Szene in Dirkou.

## Wirtschaft und Infrastruktur

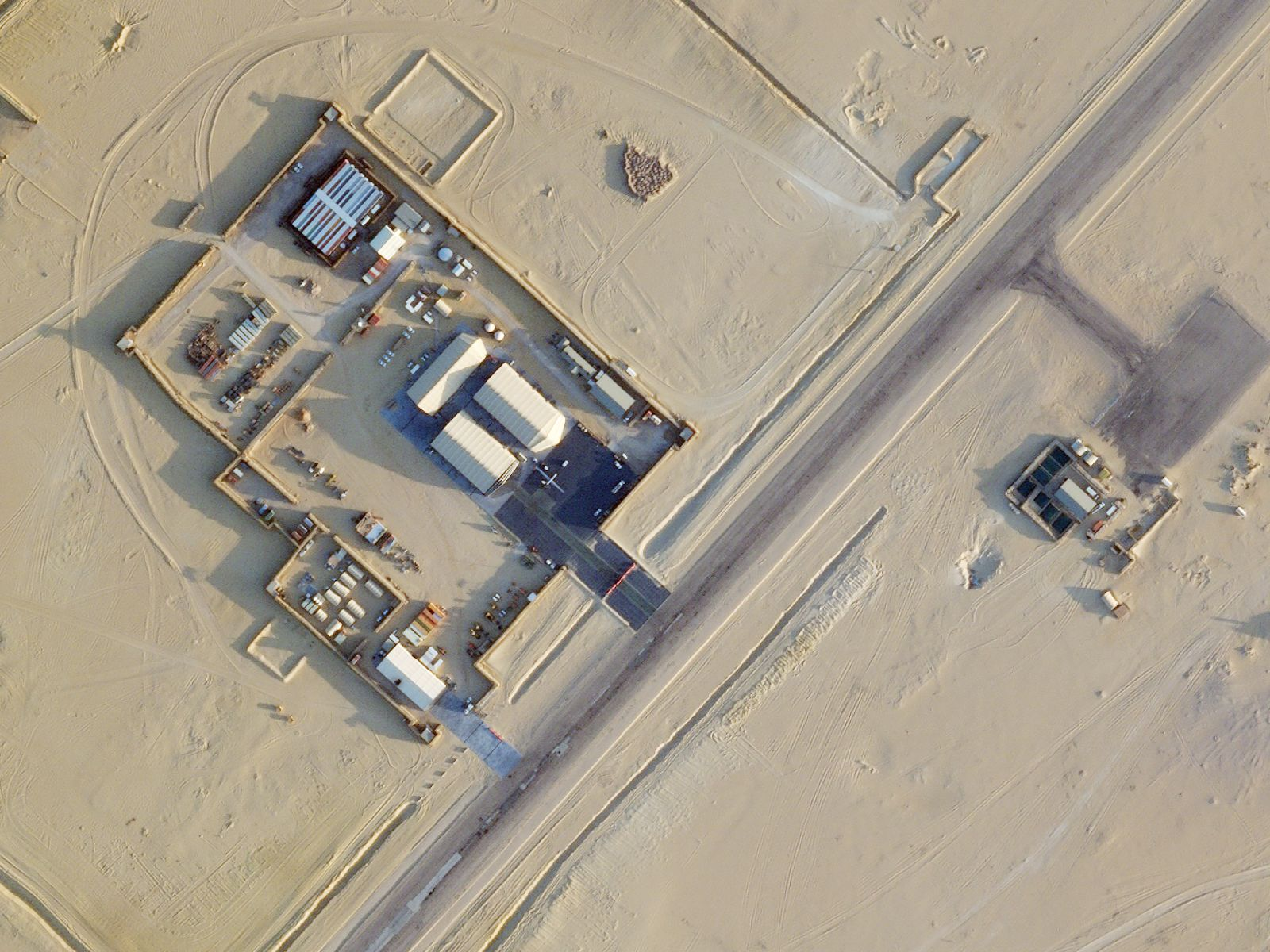
Drohnenbasis auf dem Flughafen Dirkou (2021)

Der kleine Oasenort beherbergt eine Garnison des nigrischen Militärs. Der lokale Markt ist insbesondere für den Handel mit Datteln von Bedeutung. Er besteht seit den 1990er Jahren und wurde durch Migrationsbewegungen belebt. Die Niederschlagsmessstation im Hauptort liegt auf 299 m Höhe und wurde 1950 in Betrieb genommen.
Gesundheitszentren des Typs Centre de Santé Intégré (CSI) sind im Hauptort sowie in den Siedlungen Achinouma, Anney, Argui und Chimaindour vorhanden. Das Gesundheitszentrum im Hauptort verfügt über ein eigenes Labor und eine Entbindungsstation. Es gibt außerdem eine Sanitätsstation der Streitkräfte Nigers. Der CEG Dirkou ist eine allgemein bildende Schule der Sekundarstufe des Typs Collège d’Enseignement Général (CEG). Die Zentralschule im Hauptort ist nach dem Lehrer und Politiker Amadou Laoual benannt. Beim Centre de Formation aux Métiers de Dirkou (CFM Dirkou) handelt es sich um ein Berufsausbildungszentrum.
In Dirkou befindet sich ein ziviler Flughafen mit befestigter Start- und Landebahn, der Flughafen Dirkou (ICAO-Code: DRZD). Die Central Intelligence Agency betrieb eine Drohnenbasis auf dem Flughafen. Durch die Gemeinde verläuft die 1207 Kilometer lange Nationalstraße 21 zwischen Agadez und Toummou. Im Hauptort zweigt die über den Brunnen von Achegour zum Arbre du Ténéré führende und 322 Kilometer lange Nationalstraße 43 von der Nationalstraße 21 ab. Der Brunnen von Achegour ist eine wichtige „Tankstelle“ an der Bornustraße für die Salzkarawanen in Richtung Séguédine.

## Klima
Klimadiagramm Dirkou
|                       | Jan | Feb | Mär | Apr | Mai | Jun | Jul | Aug | Sep | Okt | Nov | Dez |   |      |
| Mittl. Tagesmax. (°C) | 24  | 28  | 33  | 38  | 41  | 41  | 43  | 42  | 42  | 39  | 33  | 27  | ⌀ | 35,9 |
| Mittl. Tagesmin. (°C) | 7   | 12  | 17  | 20  | 21  | 25  | 26  | 26  | 26  | 20  | 14  | 10  | ⌀ | 18,7 |
|                       |     |     |     |     |     |     |     |     |     |     |     |     |   |      |
| Niederschlag (mm)     | 2   | 1   | 1   | 4   | 5   | 1   | 1   | 11  | 7   | 1   | 1   | 1   | Σ | 36   |

| 7 |

| 12 |

| 17 |

| 20 |

| 21 |

| 25 |

| 26 |

| 26 |

| 26 |

| 20 |

| 14 |

| 10 |

| 7 |

| 12 |

| 17 |

| 20 |

| 21 |

| 25 |

| 26 |

| 26 |

| 26 |

| 20 |

| 14 |

| 10 |

| N i e d e r s c h l a g | 2   | 1   | 1   | 4   | 5   | 1   | 1   | 11  | 7   | 1   | 1   | 1   |
|                         | Jan | Feb | Mär | Apr | Mai | Jun | Jul | Aug | Sep | Okt | Nov | Dez |